# سيرسي (شخصية خيالية)
سيرسي هي شخصية خيالية في مارفل كومكس،ظهرت الشخصية لأول مرة في سبتمبر 1976. سلسلة الكتاب الهزلي الأبديون.